# 5-й цикл сонячної активності
5-й цикл сонячної активності — п'ятий цикл сонячної активності від 1755 року, коли розпочався систематичний моніторинг кількості сонячних плям. Сонячний цикл тривав 12,3 роки, від квітня 1798 року до серпня 1810 року (таким чином, він потрапляв у мінімум Дальтона). Максимальне протягом цього сонячного циклу значення числа Вольфа для кількості сонячних плям спостерігалось у лютому 1805 року і становило 82,0 (третє найнижче значення серед усіх циклів дотепер, після 6-го та 24-го циклів сонячної активності; таке низьке значення пов'язане з приналежністю циклу до мінімуму Дальтона), а початковий мінімум числа Вольфа становив 5,3.

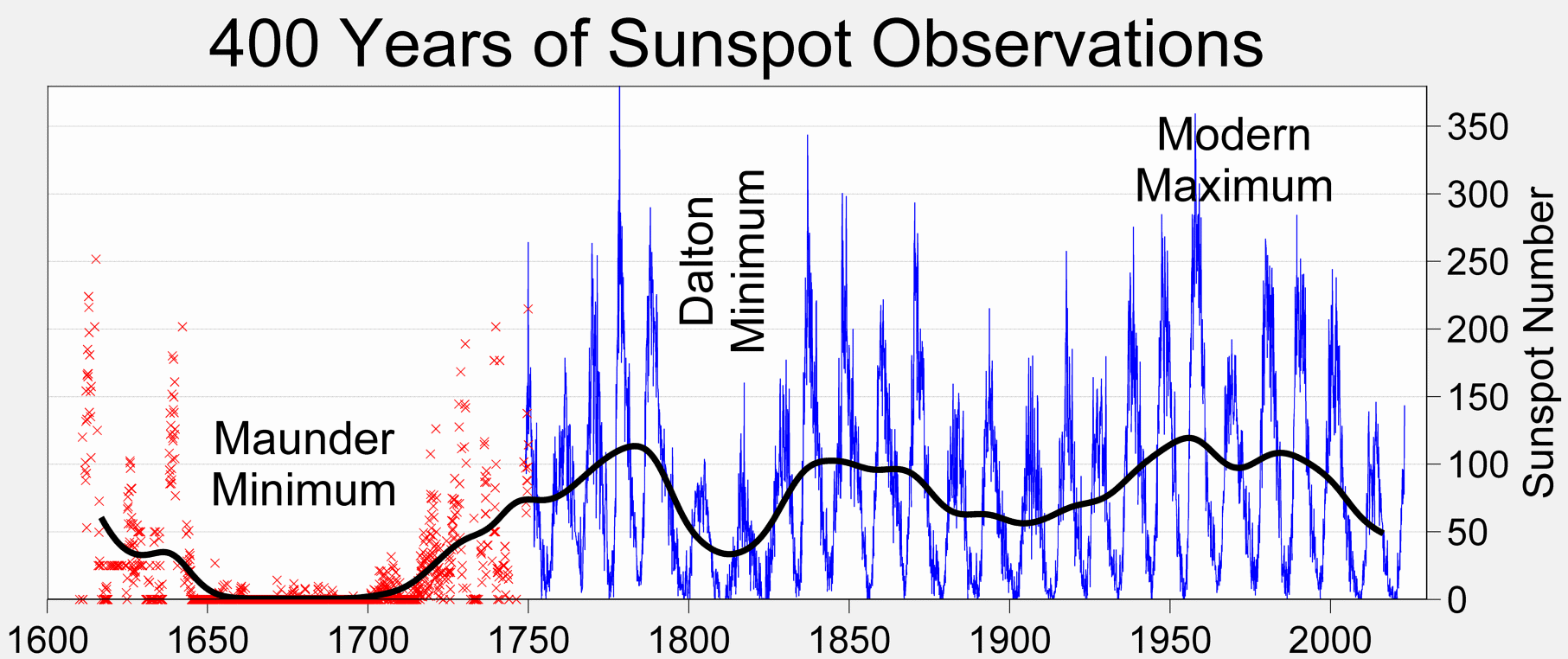
Мінімум Дальтона за 400-річну історію кількості сонячних плям, що показує низькі піки для 5-го та 6-го циклів сонячної активності.